# ليو شتيرن (مؤرخ)
ليو ستيرن (ولد باسم جونا ليب: 26 مارس 1901 – 2 يناير 1982). كان ناشطًا سياسيًا يساريًا من أصل نمساوي-ألماني. في سنة 1933، حول عضويته الحزبية من الحزب الديمقراطي الاجتماعي إلى الحزب الشيوعي. خلال فترة صعود الفاشية، شارك في الحرب الأهلية الأسبانية ضمن صفوف الألوية الدولية، ولاحقًا، في الجبهة الشرقية، خدم برتبة ضابط في الجيش الأحمر السوفييتي. بين كلتا الحربين، درس بنجاح للحصول على شهادة عليا من جامعة موسكو، ونال شهادة التأهل للأستاذية سنة 1940 بعد أطروحة قدمها حول المذهب الكاثوليكي المعاصر. بعد خروجه من حرب عام 1945، والصلة الوثيقة التي كسبها مع أعضاء في الاستخبارات العسكرية السوفييتية، والتزامه أكثر من السابق بالشيوعية السوفيتية، اتخذ من فيينا المحتلة مكانًا لسكنه وعلّم في جامعة هناك. في سنة 1950، انتقل إلى جمهورية ألمانيا الديمقراطية (ألمانيا الشرقية) التي انشأها الاتحاد السوفيتي حديثًا، وحصل على الجنسية الألمانية الشرقية سنة 1952. أقام في هاله حيث قبل وظيفة تدريس في الجامعة وسرعان ما أصبح أحد أشهر المؤرخين الماركسيين في البلاد. في الفترة بين عامي 1953 و1959، شغل منصب رئيس جامعة (مدير الجامعة) مارتن لوثر في هاله-فيتنبرغ (منذ عام 1817).

## حياته وعمله

### أصله ونشأته
ولد جونا ليب ستيرن لعائلة يهودية كبيرة في فولوكا، قرية قرب تشيرنوفتسي. اليوم (ومنذ سنة 1991)، تعد المنطقة جزءًا من أوكرانيا، ولكنها كانت وقت ميلاد ليب جزءًا من الإمبراطورية النمساوية المجرية؛ وتقريبًا بين سنة 1920 والحرب العالمية الثانية، كانت جزءًا من رومانيا. ذكر بأن والده، زلمان ستيرن (1861 – 2/1901)، كان رجال أعمال ومزارع. كان جونا أصغر أبناء والديه الإثني عشر الذين ولدوا بين عامي 1888 و1901. من بين أخوته الثلاثة الكبار الناشطون الشيوعيون مانفريد ستيرن (1896-1954)، الذي يعتقد أنه عمل لصالح الاستخبارات السوفيتية في الصين والولايات المتحدة، وولفغانغ «وولف» ستيرن (1897-1961)، الذي كان مؤرخًا عسكريًا. (لم يترك الأخ الرابع، الدكتور فيليب ستيرن، أثرًا يذكر في السجل التاريخي للنشاط السياسي في القرن العشرين).
كانت سنة 1901 (بعد تطبيق التقويم الغريغوري) سنة ولادة ليو ستيرن وموت أبيه على السواء. كانت المنطقة التي ولد ونشأ فيها فقيرة. ترعرع جونا ليب مع والدته هنرييت «ييتي» كورن (1863-1934) وأشقائه، في ظروف اعتراها ضيق الحال. في العاشرة من عمره، عمل من أجل دفع تكاليف دراسته، متنقلًا بين أعمال صغيرة ومقدمًا دروسًا. دعمت تكاليف دراسته بنسبة غطتها منحة مالية. رغم الضغوط المالية، التحق بالمدرستين الابتدائية والثانوية في تشيرنوفيتز، متجاوزًا امتحان الماتورا (امتحان نهاية التعليم الثانوي) في عام 1921. انضم إلى جمعية الشباب الاشتراكيين سنة 1918.

### فيينا
بعد إنهائه المدرسة، انتقل إلى فيينا وأقام في العاصمة النمساوية في 14 أكتوبر 1921. كان من الشائع في كل أنحاء الامبراطورية النمساوية تسجيل المواطنين مكان إقامتهم في دار البلدية المحلية؛ إذ سجل اسمه «جونا ليب» وأدخل جنسيته الرومانية، مظهرًا التغييرات التي حصلت مؤخرًا للحدود. الأكثر إثارة للاهتمام، أنه عند تسجيل إقامته، ذكر أن ديانته الإسلام، ولغته الأم هي الألمانية. هناك إشارة من مصدر واحد على الأقل إلى عمله مدرسًا للمرحلة المتوسط خلال نهاية مسيرته الدراسية، وهو ما عكس على الأرجح حاجته إلى شق طريقه مستفيدًا من تعليمه الجامعي. بعد تسجيل إقامته مباشرة، التحق بدورة دراسية من الدرجة الدنيا والعليا لمدة أربع سنوات في كلية الحقوق والعلوم السياسية في جامعة فيينا، خلال فصل الشتاء الدراسي 1921/1922. درس الفقه القانوني والاقتصاد التطبيقي والتاريخ. في عالم 1921، أصبح ليو ستيرن عضوًا في الحزب الديمقراطي الاجتماعي.
وفقًا لما ذكره ستيرن لاحقًا، فإن الأساتذة الثلاثة في جامعة فيينا الذين أثروًا على نحو كبير في فكره ومساره المستقبلي هم الفيلسوف والمؤرخ كارل غرونبرغ (1861-1940)، والسياسي القانوني ماكس أدلر (1873-1937)، والحقوقي البارز هانز كلسن (1881-1973). من وجهة نظر ماركسية، كانت سياسة الجامعة «برجوازية» ومحافظة إلى حد كبير. برز غرونبرغ وأدلر وكلسن يوصفهم أساتذة مال إليهم التلاميذ من الجناح اليساري.
بعد حصوله على تصريح الإقامة سنة 1921، منحته السلطات المحلية الجنسية في 23 سبتمبر 1923، ثم في 2 أكتوبر 1923، أدى اليمين الذي منحه الجنسية النمساوية. في تلك المرحلة، أقام في بورزيلانغاسي 53، في حي «فيينا 9» (السرغوند)، على مسافة خمس دقائق سيرًا من المبنى الرئيسي للجامعة.
في عام 1925، حصل ستيرن على درجة الدكتوراه في العلوم السياسية بعد أطروحته حول إشكاليات المركنتيلية (المذهب الاتجاري). أشرف على عمله كارل غرونبرغ. بقي بعدها في الجامعة يعمل مساعدًا في الأبحاث الشخصية لماكس أدلر حتى عام 1932. جمع بين عمله ذاك وبين وظيفة تعليمية في مركز تعليم الكبار في فيينا بين عامي 1927 و1934. تشير مصادر عدة إلى عمله في تلك الفترة مستشارًا تعليميًا لمنظمة «النقابات الحرة». إضافة إلى ذلك، ترأس ستيرن بين عامي 1926 و1934 «فريق الدراسة الماركسية» في كلية الدراسات الاجتماعية-الاقتصادية في الجامعة. درّس عددًا من الدورات الدراسية التي استمرت بين سنة وسنتين حول مواضيع مختلفة مترابطة، تندرج في إطار المجالين الموضوعيين الواسعين «علم الاجتماع» و«الاقتصاد التطبيقي». برزت عديد من إسهاماته في التاريخ السياسي في المجلات والصحف السياسية اليسارية، مثل «دير كامف»، و«أربيت وند ويرتسشافت»، و«دي فيلتبونيه»، و«المراجعة الدولية». لم تنشر أعماله تلك تحت اسمه الذي عرف به، بل باستعمال واحد من ثلاثة أسماء مستعارة: إف. شنايدر، وإل. تايلور، وإل هوفمايستر. وجد لديه الوقت أيضًا لمواصلة دراساته الأكاديمية الخاصة، إذ نجح في امتحان الدولة الألماني في عام 1927 و1928، ثم تابع أبحاثه «حول نظرية الدولة الماركسية»، استعدادًا لتقديم أطروحته لنيل شهادة التأهل للأستاذية.
على المستوى الحكومي، خلال سنة 1933، شددت النمسا قبضتها على ألمانيا. في مارس 1933، استقال جميع رؤساء المجلس الوطني الثلاثة (مجلس السلطة الرئيسي في البرلمان النمساوي) وأعلن المستشار دولفوس أن البرلمان قضى على نفسه. أثبتت أحزاب المعارضة عدم فاعليتها في محاولاتها إعادة ترسيخ الحكم البرلماني، وأصبحت الحكومة بموجب مرسوم صادر عنها مسؤولة عن حكم البلاد. أعقب ذلك انزلاق سريع نحو «الفاشية النمساوية» بعد مرحلة من الديمقراطية. ساد إحباط شديد أوساط نشطاء الحزب الديمقراطي الاجتماعي إزاء ما بدا من عدم رغبة قيادة الحزب أو عجزها عن منع وقوع تلك الكارثة السياسية؛ كانت هناك وجهة نظر متنامية، خصوصًا من التيار اليساري، مفادها أن الحزب الشيوعي كان ينظم نفسه على نحو أكثر فعالية من الحزب الديمقراطي الاجتماعي، عندما تعلق الأمر بالاستعدادات للدفاع عن حقوق العمال في ظل دولة فاشية. بدا أن ستيرن كان على اتصال بنشطاء الحزب الشيوعي في فيينا طوال فترة طويلة من عام 1933، وفي شهر أكتوبر من ذلك العام، تحول من الحزب الديمقراطي الاجتماعي إلى الحزب الشيوعي النمساوي. حذا حذوه عدد من العمال والطلاب والمفكرين من ضمن دائرته المقربة. جاءت تلك الحركة بعد فترة وجيزة من حصول شرخ أيديولوجي وسياسي بين ستيرن ومعلمه القديم ماكس أدلر. بقي ستيرن عضوًا مؤثرًا في الحزب الشيوعي النمساوي حتى عام 1950، إلا أنه تعرض للنفي، مثل عديد من القادة الشيوعيين النمساويين وغيرهم من الرفاق المنخرطين في السياسة، إلى موسكو.